# Benjamin Cupid
Benjamin Cupid (George Town, 18 marzo 1988) è un calciatore britannico delle Isole Cayman, di ruolo difensore.

## Carriera

### Club
Ha giocato nella massima serie del campionato delle Isole Cayman con l'Elite.

### Nazionale
Ha esordito in nazionale nel 2006, prendendo parte a 4 incontri di qualificazione ai Mondiali 2014.